# Gilles De Bilde
Gilles De Bilde (Zellik, 9 giugno 1971) è un ex calciatore belga, di ruolo attaccante.

## Biografia
Dopo il ritiro ha intrapreso varie attività in tv, prima come commentatore della Champions League per la Tv belga, poi partecipando a vari reality show (Dancing on Ice, Celebrity Shock).
Oltre alla televisione, fa anche il modello per Dirk Bikkembergs suo connazionale stilista.

## Palmarès

### Club

#### Competizioni nazionali
- Supercoppa del Belgio: 2

Anderlecht: 1995, 2001
- Supercoppa dei Paesi Bassi: 2

PSV: 1997, 1998

#### Competizioni internazionali
- Coppa Intertoto UEFA: 1

Aston Villa: 2000

### Individuale
- Calciatore belga dell'anno: 1

1994